# Honor Harrington
Honor Harrington es un personaje de ficción que le da nombre a una saga de novelas de ciencia ficción escritas por David Weber. El conjunto de novelas de la saga de Honor Harrington (conocidas como "Honorverse" en inglés) incluye diez novelas de la serie principal (la de Honor Harrington propiamente dicha), otras dos series con una novela cada una publicada hasta hoy y cuatro antologías.

## El personaje
Honor Harrington nació en el año 3961 DC (1859 post Diaspora en el calendario en vigor) en Esfinge, uno de los tres planetas habitados del Reino Estelar de Mantícora. Sus padres son Alfred Harrington, un excirujano naval, y Allison Chou Harrington, una experta en genética. Honor es una de las pocas personas en ser adoptadas por un ramafelino (una criatura inteligente nativa de Esfinge), al cual bautizó como Nimitz.
Honor es una oficial de la Real Armada Manticoriana, egresada de la Academia Naval de Isla Saganami, y durante la mayor parte de su carrera naval se vio envuelta en la extensa guerra interestelar entre Mantícora y la República Popular de Haven, un imperio expansionista dedicado a la conquista para sostener su economía colapsada. 
Durante la guerra Honor ocupa numerosos cargos militares entre comandos de naves, flotas, estado mayor e incluso puestos políticos. En una oportunidad Honor Harrington cayó prisionera de los havenitas, sufriendo brutales torturas antes de escapar; la fuga le costó un ojo y un brazo, los cuales fueron reemplazados con prótesis. Sus proezas militares la han convertido en una de las mentes militares más brillantes de su generación tanto en Mantícora como en Grayson. En este último planeta ha alcanzado un nivel de heroína nacional.
A lo largo de su carrera Honor ha adquirido varios títulos tanto en Mantícora como en su nación aliada de Grayson. Para la última novela en ser publicada, War of Honor, Honor Harrington tenía los títulos nobiliarios de Duquesa en Mantícora y Gobernadora (Steadholder) en Grayson. Tiene los grados militares de Almirante (Real Armada Manticoriana) y Almirante de Flota (Armada Espacial de Grayson).

## Las novelas
| Serie principal - En la estación Basilisco (On Basilisk Station, 1993) - El honor de la reina (The Honor of the Queen, 1993) - Una guerra breve y triunfal (The Short Victorious War, 1994) - Campo de deshonor (Field of Dishonor, 1994) - Bandera en el exilio (Flag in Exile, 1995) - Honor entre enemigos (Honor Among Enemies, 1996) - En manos enemigas (In Enemy Hands, 1996) - Ecos de Honor (Echoes of Honor, 1998) - Ashes of Victory (Ashes of Victory, 2000) - War of Honor (War of Honor, 2002) - At All Costs (At All Costs, 2005) - Mission of Honor (Mission of Honor, 2010) - A Rising Thunder (A Rising Thunder, 2012) - Uncompromising Honor (Uncompromising Honor, 2018) | Serie "Wages of Sin" - Crown of Slaves (2003) Serie "Saganami Island" - Shadow of Saganami (2004) Antologías - More than Honor (1998) - Worlds of Honor (1999) - Changer of Worlds (2001) - The Service of the Sword (2003) |

- Datos: Q1333382